# Ghiacciaio Saltzman
Il ghiacciaio Saltzman (in inglese: Saltzman Glacier) è un ghiacciaio situato sulla costa di Zumberge, nella parte occidentale della Terra di Ellsworth, in Antartide. In particolare, il ghiacciaio, il cui punto più alto si trova a circa 2.050 m s.l.m., si trova sul versante orientale della catena principale della dorsale Sentinella, nelle Montagne di Ellsworth, a sud del ghiacciaio Sowers. Da qui, esso fluisce verso est a partire dal fianco orientale del monte Strybing e fiancheggiando il lato settentrionale del monte Allen e quello meridionale del picco Sanchez, fino a unire il proprio flusso a quello del ghiacciaio Thomas.

## Storia
Il ghiacciaio Saltzman è stato così battezzato dal Comitato consultivo dei nomi antartici nel 2006 in onore di Eric S. Saltzman, del dipartimento di scienze della Terra dell'Università della California a Irvine, le cui ricerche, svolte per conto del Programma Antartico degli Stati Uniti d'America, sono focalizzate sull'analisi delle carote risultanti dai sondaggi antartici.